# Nagyatádi FC
A Nagyatádi FC egy magyar sportegyesület, melynek székhelye Nagyatád. A legjobb eredményük 2. hely (2009/2010-es szezon) a NB III - Dráva csoportban.

## Korábbi nevei
- Nagyatádi Turul Sport Egyesület 1926 - ?
- Nagyatádi Levente SE ? - 1945
- Nagyatádi MSE 1945 - 1946
- Nagyatádi KTE 1946 - 1947
- Nagyatádi Munkás TE 1947 - 1951
- Nagyatádi Vörös Lobogó SK 1951 - 1957
- Nagyatádi Kinizsi SK 1957 - 1960
- Nagyatádi Munkás TE 1960 - ?
- Nagyatádi Városi SE ? - 1998
- Nagyatádi Futball Club 1998 -

## Jelenlegi keret
| # |              | Poszt | Név             |
| - | ------------ | ----- | --------------- |
|   | Magyarország | K     | Patak Ákos      |
|   | Magyarország | K     | Kis Márk        |
|   | Magyarország | K     | Dobos András    |
|   | Magyarország | V     | Butor Balázs    |
|   | Magyarország | V     | Horváth János   |
|   | Magyarország | V     | Tamás Gábor     |
|   | Magyarország | V     | Márton András   |
|   | Magyarország | V     | Pintér Tamás    |
|   | Magyarország | V     | Bencsik Gergely |
|   | Magyarország | KP    | Mixtai Szabolcs |
|   | Magyarország | KP    | Kiss János      |
|   | Magyarország | KP    | Kovács Olivér   |

| # |              | Poszt | Név               |
| - | ------------ | ----- | ----------------- |
|   | Magyarország | KP    | Keczeli Kriszitán |
|   | Magyarország | KP    | Kovács Bence      |
|   | Magyarország | KP    | Brezovszky Béla   |
|   | Magyarország | KP    | Androsics András  |
|   | Magyarország | KP    | Németh Péter      |
|   | Magyarország | KP    | Selmeczy István   |
|   | Magyarország | KP    | Nagy Balázs       |
|   | Magyarország | CS    | Gillich Ákos      |
|   | Magyarország | CS    | Babai Gábor       |
|   | Magyarország | CS    | Csikós Ádám       |
|   | Szerbia      | CS    | Vukan Nikolics    |

## Külső hivatkozások
- Nagyatádi FC hivatalos honlapja Archiválva 2011. április 14-i dátummal a Wayback Machine-ben